# 西落合 (神戸市)
西落合（にしおちあい）は、兵庫県神戸市須磨区の町名。1丁目から7丁目まである。郵便番号は654-0155

## 地理
須磨区に所属している。東は中落合に接する。西は緑台に接する。北は神の谷、南は竜が台と接する。

## 交通
市バスが通っている。
名谷公園前
西落合中学校前
神戸医療センター前

## 校区
市立小・中学校に通う場合、校区は以下の通りとなる
| 丁目 | 小学校       | 中学校       |
| ---- | ------------ | ------------ |
| 1    | 西落合小学校 | 西落合中学校 |
| 2    | 西落合小学校 | 西落合中学校 |
| 3    | 西落合小学校 | 西落合中学校 |
| 4    | 西落合小学校 | 西落合中学校 |
| 5    | 西落合小学校 | 西落合中学校 |
| 6    | 西落合小学校 | 西落合中学校 |
| 7    | 西落合小学校 | 西落合中学校 |

## 施設

### 1丁目

#### 家電
コジマ

#### 教育
- 神戸市立青陽須磨支援学校
- 学研名谷西落合教室
- 神戸市立須磨翔風高等学校

### 2丁目

#### 寺院・神社
- 石水禅寺

#### 施設
キョクトー DE WASH 名谷WEST店
神戸市水道局 奥畑第一接合井
奥畑ポンプ場

#### その他
ＮＴＴ神戸支店名谷別館
神戸市営地下鉄名谷車両基地

### 3丁目

#### 交通
神戸医療センター前

#### 病院
独立行政法人国立病院機構 神戸医療センター

### 4丁目

#### 交通
西落合中学校前

#### 公園
滝が谷南公園

#### 教育
神戸市立西落合中学校

### 5丁目

#### 飲食
おちゃめくらぶ

#### その他
神戸西落合郵便局

### 6丁目

#### 公園
ひだまり公園
西落合公園

### 7丁目

#### 交通
名谷公園前

#### 教育
神戸市立西落合小学校

#### 名谷公園
名谷野球場
名谷公園グラウンド